# Tatsukichi Minobe

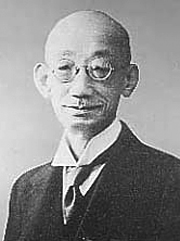
Tatsukichi Minobe

Tatsukichi Minobe (美濃部 達吉 Minobe Tatsukichi?,  7 de mayo de 1873 – 23 de mayo de 1948) fue un prestigioso jurista japonés experto en derecho constitucional. En 1932 entró a formar parte de la Cámara de los Pares. Tres años después su Teoría del Órgano referida al emperador de Japón, según la cual éste no estaba por encima del Estado sino que era un órgano del mismo, fue atacada por los sectores ultranacionalistas y militaristas que consiguieron que fuera condenada y que Minobe fuera obligado a abandonar su cátedra de Derecho Constitucional de la Universidad de Tokio. Terminada la Segunda Guerra Mundial asesoró en la elaboración de la nueva Constitución democrática de Japón.

## La condena por la «Teoría del Órgano»
La que sería conocida como «Teoría del Órgano» la publicó en 1912. Minobe sostenía que el emperador no era el Estado mismo ni estaba por encima de él sino que era un órgano del Estado. Al principio la teoría no suscitó ninguna controversia pero en la década de 1930, en la que se produjo el auge del ultranacionalismo y del militarismo japonés, fue objeto de duros ataques. En 1935 Minobe fue acusado del crimen de «lesa majestad» siendo obligado a dimitir de su cargo en la Universidad de Tokio. Su teoría fue condenada por supuestamente profanar el carácter nacional (kokutai) y sus libros fueron prohibidos, e incluso Minobe fue objeto de un intento de asesinato por parte de un ultranacionalista fanático.

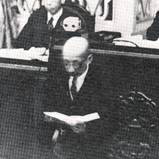
Minobe se defiende de las acusaciones en la Dieta Imperial.

Uno de los grupos que más destacaron en sus ataques a Minobe fue el Kodoha (Facción del Camino Imperial), una facción del Ejército Imperial Japonés integrada por oficiales ultranacionalistas encabezados por los generales Sadao Araki y Jinzaburo Mazaki, que creían en la supremacia de los soldados japoneses, impregnados del «poder espiritual», del espíritu Yamato, y que propugnaban la violencia para derribar el orden establecido.
Según el historiador Mikiso Hane, la condena de Minobe y de su teoría supuso «en realidad el final de la libertad de pensamiento y expresión en Japón». En 1937 el ministerio de Educación promulgaba los Fundamentos del Régimen Nacional, en los que se afirmaba que el emperador descendía de la diosa Sol y que era la fuente de la vida y de la moralidad del pueblo. Asimismo se destacaban las virtudes de lealtad, patriotismo, amor filial, armonía, espíritu nacional (kokutai) y bushido (el código de los guerreros samuráis), y se condenaba el individualismo occidental, origen de movimientos indeseables, como la democracia, el socialismo y el comunismo.